# Aker H-3

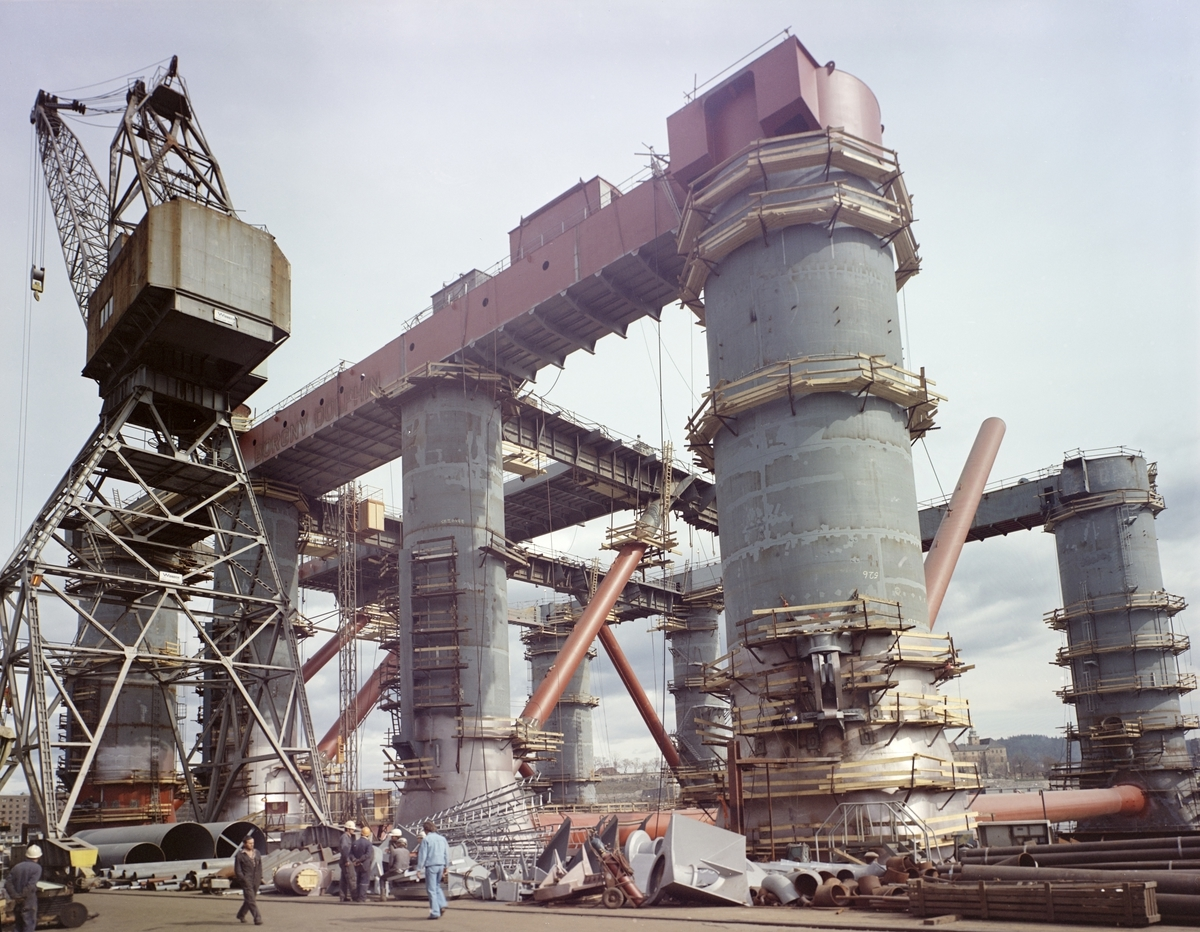
De Borgny Dolphin in aanbouw

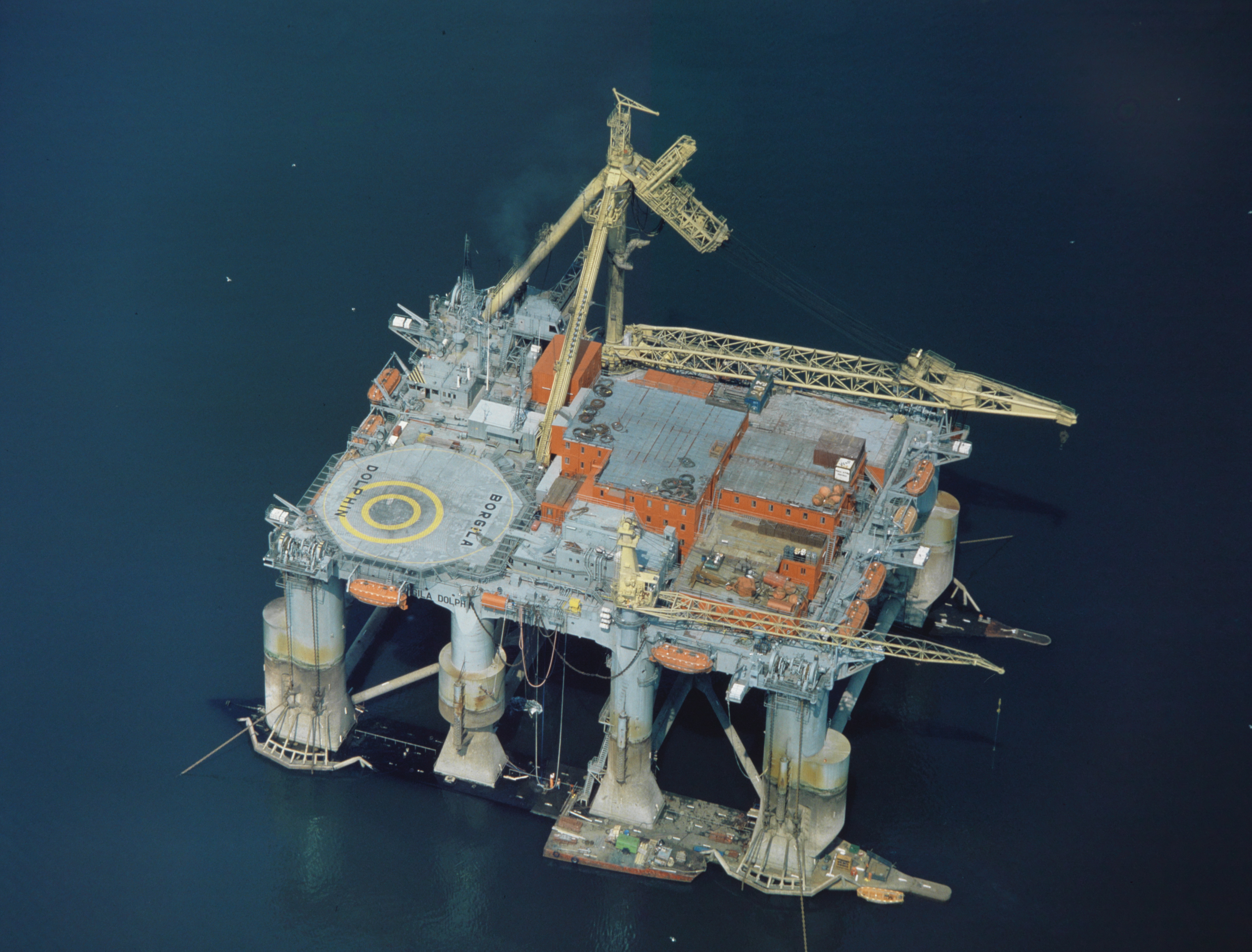
De Borgila Dolphin hier nog als accommodatieplatform. Het werd in 1997-98 omgebouwd naar boorplatform bij Harland and Wolff en kreeg daarbij onder meer een boortoren

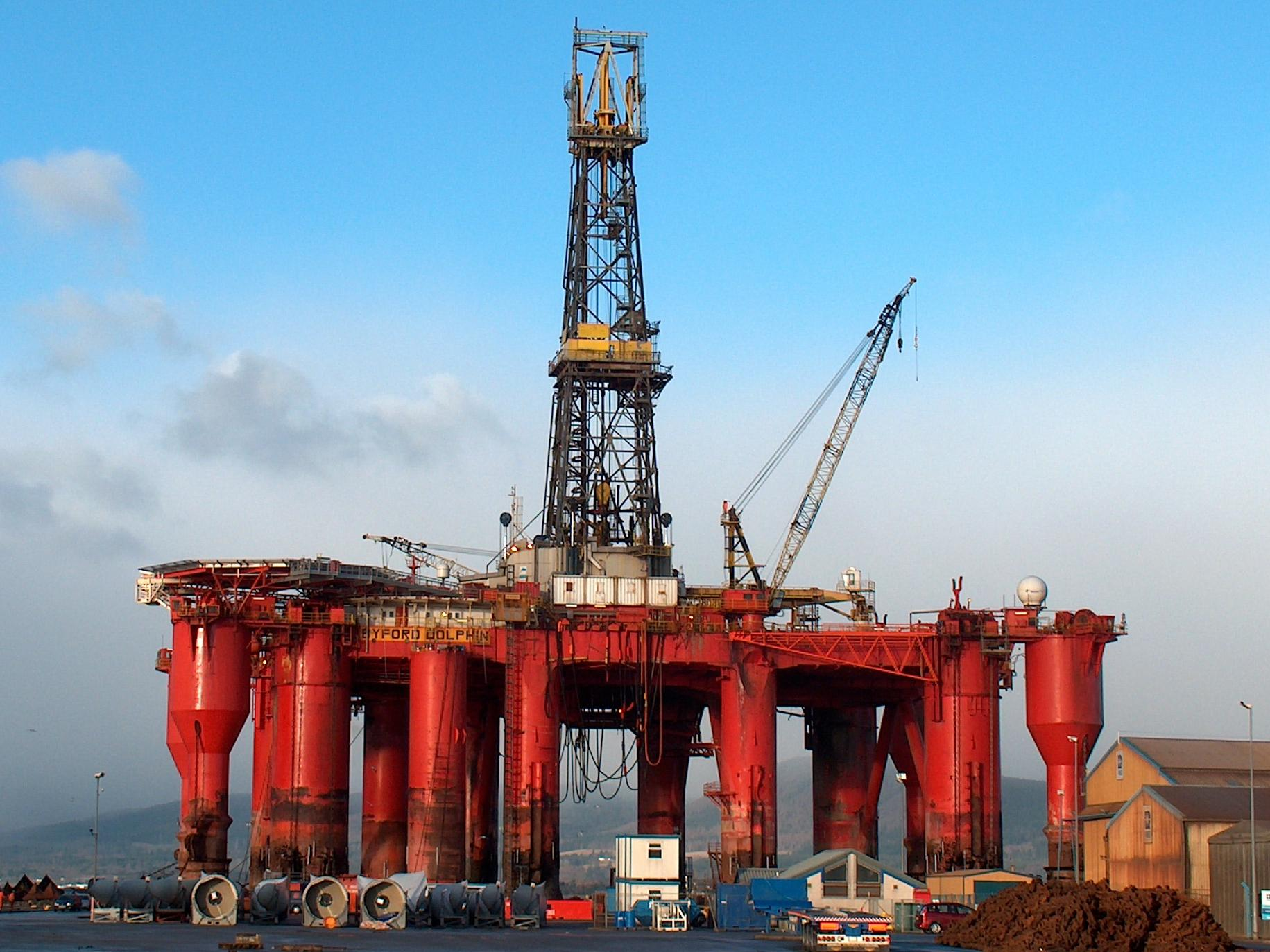
De Byford Dolphin met een aangepast ontwerp. Dit was origineel de Deep Sea Driller

De Aker H-3 is een ontwerp van halfafzinkbare platforms van Aker. Het was een van de succesvolste ontwerpen en voordat het eerste platform opgeleverd was, waren er al 26 besteld. Het ontwerp van deze tweede generatie van halfafzinkbare platforms was begonnen in 1968. Het bestaat uit twee pontons met daarop elk vier kolommen en een rechthoekig dek. De ervaring op de onstuimige Noordzee van de eerste generatie halfafzinkbare platforms – die ontworpen waren naar de buiten de orkanen mildere omstandigheden in de Golf van Mexico – waren meegenomen in dit ontwerp. Het ontwerp voorzag ook in eigen voortstuwing.
De serie bestaat uit 29 Aker H-3-platforms, de overige zijn van het type Aker 3.2 en Aker 3.2E. Van de eerste 29 werden er 18 op de eigen werven van Aker gebouwd.
Een belangrijke bijdrage aan het ontwerp werd geleverd door Odfjell Drilling & Consulting Company (ODCC) en de eerste Aker H-3 werd dan ook gebouwd voor Odfjell als Deep Sea Driller op de werf Aker Verdal en werd na afbouw bij Bergen Mekaniske Verksted opgeleverd op 15 februari 1974.
Ontworpen als boorplatforms werden veel Aker H-3's ingezet als accommodatieplatform, vooral op momenten dat de boormarkt een dip doormaakte. Ook werden er een aantal omgebouwd tot Floating Production Units (FPU). Veel van de platforms werden tussentijds gemoderniseerd om ze geschikt te maken voor grotere waterdieptes, waarbij wel extra kolommen werden toegevoegd en in sommige gevallen een dynamisch positioneringssysteem.
In 1982 werd de Aker H-3.2 geïntroduceerd. Dit ontwerp had onder meer een grotere structurele sterkte, voldoende lekstabiliteit om bij het verlies van het drijfvermogen van een kolom niet meer dan 25° slagzij te krijgen, meer draagvermogen en een toegenomen capaciteit met betrekking tot boor- en waterdiepte. In 1986 volgde de Aker H-4.2 en de Aker H-6 uit 2009.

## Aker H-3-serie
| Naam               | Werf                                                           | Jaar           | IMO-nummer | Type   |
| ------------------ | -------------------------------------------------------------- | -------------- | ---------- | ------ |
| Deep Sea Driller   | Aker Verdal/ Bergen Mekaniske Verksted, 695                    | februari 1974  | 8750584    | H-3    |
| Norjarl            | Aker Verdal/ Bergen Mekaniske Verksted, 697                    | oktober 1974   | 8753122    | H-3    |
| Borgny Dolphin     | Akers mekaniske verksted                                       | 1974           | 8752702    | H-3    |
| Dyvi Alpha         | Trosvik Mekaniske Verksted/ Framnæs Mekaniske Værksted, TF-102 | 1974           | 8755871    | H-3    |
| Bideford Dolphin   | Aker Verdal/ Bergen Mekaniske Verksted, 701                    | maart 1975     | 8750376    | H-3    |
| Deep Sea Saga      | Bergen Mekaniske Verksted, 702                                 | 1975           | 8328630    | H-3    |
| Haakon Magnus      | Nylands Mekaniske Verksted, 703                                | mei 1975       | 8750546    | H-3    |
| Polyglomar Driller | Aker Verdal, 704                                               | 1975           | 8758093    | H-3    |
| Ross Rig           | Trosvik Mekaniske Verksted/ Framnæs Mekaniske Værksted, TF-103 | 1975           | 8753184    | H-3    |
| Dundee Kingsnorth  | Rauma-Repola, RR-3                                             | september 1975 | 8751083    | H-3    |
| Treasure Hunter    | Nylands Mekaniske Verksted, 722                                | december 1975  | 8751746    | H-3    |
| Bredford Dolphin   | Aker Verdal/ Nylands Mekaniske Verksted                        | 1976           | 8756332    | H-3    |
| Belford Dolphin    | Aker Verdal/ Bergen Mekaniske Verksted                         | 1976           | 8758017    | H-3    |
| Atlantic I         | Nymo Mekaniske Verksted/ Bergen Mekaniske Verksted             | 1976           | 8750364    | H-3    |
| Borgila Dolphin    | Mitsui Engineering & Shipbuilding, 409                         | augustus 1976  | 8757180    | H-3    |
| Nortrym            | Aker Verdal/ Bergen Mekaniske Verksted, 708                    | juli 1976      | 8752271    | H-3    |
| Kingsnorth U.K.    | Rauma-Repola, RR-4                                             | maart 1976     | 8752192    | H-3    |
| Sea Conquest       | Rauma-Repola, RR-5                                             | oktober 1976   | 8752996    | H-3    |
| Nortroll           | Trosvik Mekaniske Verksted/ Framnæs Mekaniske Værksted, TF-104 | 1976           | 8720840    | H-3    |
| Atlantic II        | Rauma-Repola, RR-6                                             | april 1977     | 8754009    | H-3    |
| Treasure Seeker    | Far East Levingston Shipbuilding, B 151                        | 1977           | 8756344    | H-3    |
| Treasure Finder    | Rauma-Repola, RR-9                                             | augustus 1977  | 8759176    | H-3    |
| Fernstar           | Rauma-Repola, RR-10                                            | november 1977  | 8750534    | H-3    |
| Vildkat            | Aker Verdal/ Bergen Mekaniske Verksted, 723                    | mei 1977       | 8756552    | H-3    |
| Nordraug           | Trosvik Mekaniske Verksted/ Framnæs Mekaniske Værksted, TF-105 | 1976           | 8755833    | H-3    |
| Moby Dick          | Mitsui Engineering & Shipbuilding                              | 1977           | 8755467    | H-3    |
| Borgland Dolphin   | Bergen Mekaniske Verksted                                      | 1978           | 8758469    | H-3    |
| Seaway Swan        | Rauma-Repola, RR-8                                             | mei 1978       | 8752582    | H-3    |
| Petrobras IX       | Mitsui Engineering & Shipbuilding, F-553                       | 1982           | 8754011    | H-3.2  |
| Deepsea Bergen     | Aker Verdal, 828                                               | 1983           | 8750833    | H-3.2  |
| Petrobras XII      | Mitsui Engineering & Shipbuilding                              | 1983           | 8754047    | H-3.2  |
| Bow Drill 3        | Saint John Shipbuilding                                        | 1984           | 8752415    | H-3.2  |
| Kosmos             | Chantiers de l'Atlantique, 182                                 | 1984           | 8757312    | H-3.2  |
| Polycrown          | Aker Verdal, 848                                               | mei 1984       | 8758081    | H-3.2E |
| Polyconfidence     | Mitsui Engineering & Shipbuilding, F-576                       | mei 1987       | 8758079    | H-3.2E |